# Karl Gustav Jöreskog
Karl Gustav Jöreskog (* 25. April 1935 in Åmål) ist ein schwedischer Statistiker. Er war Professor für mathematische Statistik an der Universität Uppsala, seit 2000 emeritiert, und lieferte wichtige Beiträge zu den Methoden der quantitativen Sozialforschung, insbesondere der Faktorenanalyse. Er ist außerdem Professor an der Norwegischen Handelshochschule in Bergen und an der Norwegischen Managementschule in Oslo.
Jöreskog war von 1957 bis 1963 Student und Forschungsassistent von Herman Wold und entwickelte später viele seiner Ansätze weiter. Von 1964 bis 1971 forschte und lehrte er an der Princeton University, bevor er nach Schweden zurückkehrte, um 29 Jahre lang an der Universität Uppsala zu arbeiten. Er gilt als einer der Väter der Strukturgleichungsmodelle und anderer multivariater Verfahren.
Mit seinem Kollegen Dag Sörbom entwickelte er das LISREL-Modell und die gleichnamige Statistik-Software.
Als Mitglied der Königlich-Schwedischen Akademie der Wissenschaften hielt er 2000 die Preisverleihungsrede zum Nobelpreis für Wirtschaft an James Heckman und Daniel McFadden.
Am 19. Juli 2004 erhielt Jöreskog die Ehrendoktorwürde der Friedrich-Schiller-Universität Jena.